# Тлавак
Тлавак (шп. Tláhuac) насеље је у Мексику у савезној држави Мексико Сити у општини Тлавак. Насеље се налази на надморској висини од 2254 м.

## Становништво
Према подацима из 2010. године у насељу је живело 305076 становника.

### Хронологија
| Година       | 2000                     | 2005                     | 2010                     |
| ------------ | ------------------------ | ------------------------ | ------------------------ |
| Становништво | 257092 (124846 / 132246) | 294415 (142801 / 151614) | 305076 (148077 / 156999) |

### Попис
| \| \| м \| \| \| ж \| \| 0—2 \| 7.715 \| \| \| 7.300 \| \| 3—5 \| 8.314 \| \| \| 7.958 \| \| 6—11 \| 17.292 \| \| \| 16.137 \| \| 12—14 \| 8.333 \| \| \| 8.199 \| \| 15—17 \| 8.961 \| \| \| 8.644 \| \| 18—24 \| 18.957 \| \| \| 19.474 \| \| 60+ \| 10.149 \| \| \| 12.705 \| \| Просек : \| 29,2 \| \| \| 30,6 \| |        |  |  |        |
| |        |  |  |        |
| | м      |  |  | ж      |
| 0—2 | 7.715  |  |  | 7.300  |
| 3—5 | 8.314  |  |  | 7.958  |
| 6—11 | 17.292 |  |  | 16.137 |
| 12—14 | 8.333  |  |  | 8.199  |
| 15—17 | 8.961  |  |  | 8.644  |
| 18—24 | 18.957 |  |  | 19.474 |
| 60+ | 10.149 |  |  | 12.705 |
| Просек : | 29,2   |  |  | 30,6   |

| #   | Индикатор                                                                                        | Вредност |
| --- | ------------------------------------------------------------------------------------------------ | -------- |
| 1   | Становништво од 0 до 2 године                                                                    | 15015    |
| 2   | Мушко становништво од 0 до 2 године                                                              | 7715     |
| 3   | Женско становништво од 0 до 2 године                                                             | 7300     |
| 4   | Становништво са 3 и више година                                                                  | 287200   |
| 5   | Мушко становништво са 3 и више година                                                            | 138941   |
| 6   | Женско становништво са 3 и више година                                                           | 148259   |
| 7   | Становништво са 5 и више година                                                                  | 276394   |
| 8   | Мушко становништво са 5 и више година                                                            | 133452   |
| 9   | Женско становништво са 5 и више година                                                           | 142942   |
| 10  | Становништво са 12 и више година                                                                 | 237499   |
| 11  | Мушко становништво са 12 и више година                                                           | 113335   |
| 12  | Женско становништво са 12 и више година                                                          | 124164   |
| 13  | Становништво са 15 и више година                                                                 | 220967   |
| 14  | Мушко становништво са 15 и више година                                                           | 105002   |
| 15  | Женско становништво са 15 и више година                                                          | 115965   |
| 16  | Становништво са 18 и више година                                                                 | 203362   |
| 17  | Мушко становништво са 18 и више година                                                           | 96041    |
| 18  | Женско становништво са 18 и више година                                                          | 107321   |
| 19  | Становништво од 3 до 5 година                                                                    | 16272    |
| 20  | Мушко становништво од 3 до 5 година                                                              | 8314     |
| 21  | Женско становништво од 3 до 5 година                                                             | 7958     |
| 22  | Становништво од 6 до 11 година                                                                   | 33429    |
| 23  | Мушко становништво од 6 до 11 година                                                             | 17292    |
| 24  | Женско становништво од 6 до 11 година                                                            | 16137    |
| 25  | Становништво од 8 до 14 година                                                                   | 38891    |
| 26  | Мушко становништво од 8 до 14 година                                                             | 19967    |
| 27  | Женско становништво од 8 до 14 година                                                            | 18924    |
| 28  | Становништво од 12 до 14 година                                                                  | 16532    |
| 29  | Мушко становништво од 12 до 14 година                                                            | 8333     |
| 30  | Женско становништво од 12 до 14 година                                                           | 8199     |
| 31  | Становништво од 15 до 17 година                                                                  | 17605    |
| 32  | Мушко становништво од 15 до 17 година                                                            | 8961     |
| 33  | Женско становништво од 15 до 17 година                                                           | 8644     |
| 34  | Становништво од 18 до 24 године                                                                  | 38431    |
| 35  | Мушко становништво од 18 до 24 године                                                            | 18957    |
| 36  | Женско становништво од 18 до 24 године                                                           | 19474    |
| 37  | Женско становништво од 15 до 49 година                                                           | 89263    |
| 38  | Становништво са 60 и више година                                                                 | 22854    |
| 39  | Мушко становништво са 60 и више година                                                           | 10149    |
| 40  | Женско становништво са 60 и више година                                                          | 12705    |
| 41  | Однос између мушкараца и жена                                                                    | 94.32    |
| 42  | Становништво од нуле до 14 година                                                                | 81248    |
| 43  | Становништво од 15 до 64 године                                                                  | 206181   |
| 44  | Становништво од 65 година и више                                                                 | 14786    |
| 45  | Просечан број деце                                                                               | 2        |
| 46  | Становништво рођено у ентитету                                                                   | 245976   |
| 47  | Мушко становништво рођено у ентитету                                                             | 121082   |
| 48  | Женско становништво рођено у ентитету                                                            | 124894   |
| 49  | Становништво рођено у другом ентитету                                                            | 54892    |
| 50  | Мушко становништво рођено у другом ентитету                                                      | 24906    |
| 51  | Женско становништво рођено у другом ентитету                                                     | 29986    |
| 52  | Становништво од 5 година и више резидентно у ентитету у јуну 2005. године                        | 268092   |
| 53  | Мушко становништво старосног доба од 5 година и више, резидентно у ентитету у јуну 2005. године  | 129293   |
| 54  | Женско становништво старосног доба од 5 и више година, резидентно у ентитету у јуну 2005. године | 138799   |
| 55  | Становништво од 5 година и више које је живело у другом ентитету у јуну 2005. године             | 5809     |
| 56  | Мушко становништво старије од 5 година које је живело у другом ентитету у јуну 2005. године      | 2756     |
| 57  | Женско становништво старије од 5 година које је живело у другом ентитету у јуну 2005. године     | 3053     |
| 58  | Становништво од 3 године и више које говори аутохтони језик                                      | 3859     |
| 59  | Мушко становништво старо 3 године и више које говори аутохтони језик                             | 1932     |
| 60  | Женско становништво старо 3 године и више које говори аутохтони језик                            | 1927     |
| 61  | Становништво од 3 године и више које говори аутохтони језик и не говори шпански језик            | 24       |
| 62  | Мушко становништво старо 3 године и више које говори аутохтони језик и не говори шпански         | 8        |
| 63  | Женско становништво старо 3 године и више које говори аутохтони језик и не говори шпански језик  | 16       |
| 64  | Становништво старо 3 године и више које говори аутохтони језик и шпански                         | 3156     |
| 65  | Мушко становништво старо 3 године и више које говори аутохтони језик и шпански                   | 1593     |
| 66  | Женско становништво старо 3 године и више које говори аутохтони језик и шпански                  | 1563     |
| 67  | Становништво од 5 година и више које говори аутохтони језик                                      | 3829     |
| 68  | Становништво од 5 година и више које говори аутохтони језик и не говори шпански језик            | 23       |
| 69  | Становништво од 5 година и више које говори аутохтони језик и говори шпански језик               | 3145     |
| 70  | Становништво у домородачким домаћинствима                                                        | 9904     |
| 71  | Становништво са ограничењима у активностима                                                      | 13395    |
| 72  | Становништво са ограниченим ходањем или кретањем, горе или доле                                  | 6673     |
| 73  | Становници са ограничењима вида, чак и уз кориштење сочива                                       | 4332     |
| 74  | Становништво са ограничењима говора, комуникације или конверзације                               | 1040     |
| 75  | Становништво са ограниченим слухом                                                               | 1420     |
| 76  | Становништво са ограничењима при одевању, купању или јелу                                        | 606      |
| 77  | Становништво са ограничењима у опажању или учењу једноставних ствари                             | 599      |
| 78  | Становништво са менталним ограничењима                                                           | 1421     |
| 79  | Становништво без ограничења активности                                                           | 287713   |
| 80  | Становништво од 3 до 5 година које не похађа школу                                               | 6158     |
| 81  | Мушко становништво од 3 до 5 година које не похађа школу                                         | 3116     |
| 82  | Женско становништво од 3 до 5 година које не похађа школу                                        | 3042     |
| 83  | Становништво од 6 до 11 година које не похађа школу                                              | 646      |
| 84  | Мушко становништво од 6 до 11 година које не похађа школу                                        | 361      |
| 85  | Женско становништво од 6 до 11 година које не похађа школу                                       | 285      |
| 86  | Становништво од 12 до 14 година које не похађа школу                                             | 781      |
| 87  | Мушко становништво од 12 до 14 година које не похађа школу                                       | 447      |
| 88  | Женско становништво од 12 до 14 година које не похађа школу                                      | 334      |
| 89  | Становништво од 15 до 17 година похађа школу                                                     | 13758    |
| 90  | Мушко становништво од 15 до 17 година похађа школу                                               | 6863     |
| 91  | Женско становништво између 15 и 17 година живота у школи                                         | 6895     |
| 92  | Становништво од 18 до 24 године похађа школу                                                     | 14594    |
| 93  | Мушко становништво од 18 до 24 године похађа школу                                               | 7243     |
| 94  | Женско становништво од 18 до 24 године похађа школу                                              | 7351     |
| 95  | Становништво од 8 до 14 година које не може да чита и пише                                       | 559      |
| 96  | Мушко становништво старосног доба од 8 до 14 година које не може да чита и пише                  | 330      |
| 97  | Женско становништво старосног доби од 8 до 14 година које не може да чита и пише                 | 229      |
| 98  | Становништво од 15 година и више које је неписмено                                               | 5167     |
| 99  | Мушко становништво од 15 година и више које је неписмено                                         | 1568     |
| 100 | Женско становништво од 15 година и више које је неписмено                                        | 3599     |
| 101 | Становништво старо 15 и више година без школовања                                                | 6685     |
| 102 | Мушко становништво старо 15 и више година без школовања                                          | 2286     |
| 103 | Женско становништво старо 15 и више година без школовања                                         | 4399     |
| 104 | Становништво старосног доба 15 и више година са непотпуним основним образовањем                  | 14149    |
| 105 | Мушко становништво старосног доба од 15 година и више са непотпуном основним образовањем         | 5579     |
| 106 | Женско становништво старосног доба 15 и више година са непотпуном основним образовањем           | 8570     |
| 107 | Становништво старо 15 и више година са комплетним основним образовањем                           | 28287    |
| 108 | Мушко становништво старо 15 година и више са комплетним основним образовањем                     | 12395    |
| 109 | Женско становништво старо 15 и више година са комплетним основним образовањем                    | 15892    |
| 110 | Становништво старосног доба 15 и више година са непотпуним средњим образовањем                   | 12688    |
| 111 | Мушко становништво старосног доба од 15 година и више са непотпуним средњим образовањем          | 6871     |
| 112 | Женско становништво старосног доба од 15 година и више са непотпуним средњим образовањем         | 5817     |
| 113 | Становништво старо 15 и више година са пуним секундарном образовањем                             | 55119    |
| 114 | Мушко становништво старосног доба од 15 година и више са пуним секундарном образовањем           | 27399    |
| 115 | Женско становништво старосног доба од 15 година и више са пуним секундарном образовањем          | 27720    |
| 116 | Становништво старије од 18 година са постосновним образовањем                                    | 95446    |
| 117 | Мушко становништво старије од 18 година са постосновним образовањем                              | 46731    |
| 118 | Женско становништво старије од 18 година са постосновним образовањем                             | 48715    |
| 119 | Просечна оцена школовања                                                                         | 9.76     |
| 120 | Просечан ниво образовања мушке популације                                                        | 9.98     |
| 121 | Просечан ниво образовања женског становништва                                                    | 9.56     |
| 122 | Економски активно становништво                                                                   | 128932   |
| 123 | Економски активна мушка популација                                                               | 81232    |
| 124 | Економски активна женска популација                                                              | 47700    |
| 125 | Становништво које није економски активно                                                         | 107735   |
| 126 | Мушко становништво које није економски активно                                                   | 31631    |
| 127 | Женско становништво које није економски активно                                                  | 76104    |
| 128 | Запослено становништво                                                                           | 123155   |
| 129 | Запослено мушко становништво                                                                     | 77087    |
| 130 | Запослено женско становништво                                                                    | 46068    |
| 131 | Незапослена популација                                                                           | 5777     |
| 132 | Незапослена мушка популација                                                                     | 4145     |
| 133 | Незапослена женска популација                                                                    | 1632     |
| 134 | Становништво без права на здравствене услуге                                                     | 121370   |
| 135 | Становништво које има право на здравствене услуге                                                | 180371   |
| 136 | Становништво које има право на ИМСС                                                              | 89038    |
| 137 | Становништво које има право на социјално осигурање                                               | 41909    |
| 138 | Становништво које има право на државно социјално осигурање                                       | 472      |
| 139 | Становништво које има право на опште осигурање или здравствено осигурање за нову генерацију      | 35939    |
| 140 | Становништво које је било једном или није било у браку током 12 година и више                    | 83351    |
| 141 | Венчано или уједињено становништво од 12 година и више                                           | 127712   |
| 142 | Становништво које је било у браку или уједињено 12 година и више                                 | 25862    |
| 143 | Становништво са католичком религијом                                                             | 251941   |
| 144 | Протестанти, еванђелисти и библијски следбеници различити од еванђелиста                         | 25520    |
| 145 | Становништво са другим религијама различитим од претходних                                       | 430      |
| 146 | Становништво без религије                                                                        | 13979    |
| 147 | Укупно пописаних домаћинства                                                                     | 77230    |
| 148 | Пописна домаћинства на челу са мушкарцима                                                        | 56116    |
| 149 | Пописна домаћинства на челу са женама                                                            | 21114    |
| 150 | Становништво у пописним домаћинствима                                                            | 302063   |
| 151 | Становништво у пописним домаћинствима на челу са мушкарцима                                      | 229115   |
| 152 | Становништво у пописним домаћинствима на челу са женама                                          | 72948    |
| 153 | Укупно домаћинстава                                                                              | 89044    |
| 154 | Укупно насељених домаћинстава                                                                    | 78163    |
| 155 | Укупно приватних кућа                                                                            | 88111    |
| 156 | Насељени приватни домови                                                                         | 77230    |
| 157 | Укупно насељених приватних кућа                                                                  | 78152    |
| 158 | Ненасељене приватне куће                                                                         | 8269     |
| 159 | Појединачна домаћинства за привремену употребу                                                   | 2612     |
| 160 | Становници у насељеним приватним кућама                                                          | 302063   |
| 161 | Насељеност станара у приватним становима                                                         | 3.91     |
| 162 | Просечно становника по соби у приватним насељеним домаћинствима                                  | 1        |
| 163 | Појединачна домаћинства са подовима од различитих материјала од земље                            | 75451    |
| 164 | Појединачна домаћинства у приземљу                                                               | 1021     |
| 165 | Појединачна домаћинства са једном спаваћом собом                                                 | 23882    |
| 166 | Појединачна домаћинства са две спаваће собе и више                                               | 53033    |
| 167 | Појединачна домаћинства са једним собом                                                          | 5476     |
| 168 | Појединачна домаћинства са две собе                                                              | 10722    |
| 169 | Појединачна домаћинства са 3 собе и више                                                         | 60562    |
| 170 | Појединачна домаћинства која имају електрично светло                                             | 76811    |
| 171 | Појединачна домаћинства која немају електрично светло                                            | 124      |
| 172 | Појединачна домаћинства која имају водоводну воду у стамбеном простору                           | 75324    |
| 173 | Појединачна домаћинства која немају водоводну воду у стамбеном простору                          | 1458     |
| 174 | Појединачна домаћинства која имају тоалет                                                        | 76398    |
| 175 | Појединачна домаћинства која имају канализацију                                                  | 76270    |
| 176 | Појединачна домаћинства која немају канализацију                                                 | 262      |
| 177 | Појединачна домаћинства која имају електрично светло, довод воде из јавне мреже и канализацију   | 74677    |
| 178 | Појединачна домаћинства без икаквих услова                                                       | 267      |
| 179 | Појединачна домаћинства која имају радио                                                         | 69732    |
| 180 | Појединачна домаћинства која имају телевизор                                                     | 75574    |
| 181 | Појединачна домаћинства која имају фрижидер                                                      | 68108    |
| 182 | Појединачна домаћинства која имају машину за веш                                                 | 57240    |
| 183 | Појединачна домаћинства која имају аутомобил или комби                                           | 31460    |
| 184 | Појединачна домаћинства која имају рачунар                                                       | 30082    |
| 185 | Појединачна домаћинства која имају фиксну телефонску линију                                      | 49575    |
| 186 | Појединачна домаћинства која имају мобилни телефон                                               | 55548    |
| 187 | Појединачна домаћинства која имају приступ интернету                                             | 21112    |
| 188 | Величина локације                                                                                | 12       |